# ¿A quién le importa?
«¿A quién le importa?» (estilizado como «A quién le importa») es una canción interpretada por el grupo español Alaska y Dinarama, incluida en su tercer álbum de estudio No es pecado. Fue compuesta por Carlos Berlanga y Nacho Canut, integrantes del grupo y producida por Nick Patrick. El sello discográfico Hispavox la publicó en marzo de 1986 en España y un año más tarde en algunos países hispanohablantes. La letra de la canción se refiere a la libertad y a la independencia individual al margen de los prejuicios del prójimo. Aunque no los alude, el colectivo LGBT lo acogió como himno convirtiéndose en una canción emblemática de los años 1980. 
De acuerdo a varias fuentes, «¿A quién le importa?» es el sencillo más exitoso de toda la carrera de Alaska, en la que fue la principal lista musical de canciones de España, AFYVE. Por otro lado, en noviembre de 2006 la revista Rolling Stone la clasificó en el número 52 en la lista de las 200 mejores canciones del pop rock español.
«¿A quién le importa?» ha sido versionada por numerosos artistas y grupos a lo largo de los años, entre ellos Raphael junto a Rita Pavone, Rozalén, Bebe y Baccara, entre otros. En 2010, Alaska y Nacho Canut regrabaron la canción como parte del álbum recopilatorio de Fangoria, El paso trascendental del vodevil a la astracanada. En 2017, la canción fue interpretada por varios artistas, incluida Alaska, como himno del WorldPride Madrid 2017.

## Antecedentes y composición
«¿A quién le importa?» fue compuesta inicialmente por Carlos Berlanga, durante unas vacaciones en Miconos, Grecia. Cuando Berlanga volvió a España terminó la letra junto a Nacho Canut. Ambos se inspiraron en el género emergente Hi-NRG, la cantante Sinitta y la canción «I Am What I Am» de Gloria Gaynor.

## Lista de canciones y formatos
| Sencillo de 7" |                                    |          |  |
| N.º            | Título                             | Duración |  |
| 1.             | «A quién le importa»               | 3:24     |  |
| 2.             | «Bote de Colón» (Tecno Chochi '86) | 3:15     |  |

| Sencillo de 7" |                         |          |  |
| N.º            | Título                  | Duración |  |
| 1.             | «A quién le importa»    | 3:24     |  |
| 2.             | «Alto, prohibido pasar» | 3:15     |  |

| Sencillo de 7" |                      |          |  |
| N.º            | Título               | Duración |  |
| 1.             | «A quién le importa» | 3:24     |  |
| 2.             | «A quién le importa» | 3:24     |  |

| Sencillo de 7" |                          |          |  |
| N.º            | Título                   | Duración |  |
| 1.             | «A quién le importa»     | 3:24     |  |
| 2.             | «La funcionaria asesina» | 3:30     |  |

| Maxisencillo de 12" |                                 |          |  |
| N.º                 | Título                          | Duración |  |
| 1.                  | «A quién le importa» (Club-Mix) | 7:29     |  |
| 2.                  | «Bote de Colón» (Club-Mix)      | 5:06     |  |

## Vídeo musical

### Vídeo musical de Alaska y Dinarama
El vídeo musical de «¿A quién le importa?» fue grabado en 1986 en uno de los escenarios del programa televisivo La bola de cristal, emitido por Televisión Española y presentado en ese momento por Alaska. En el vídeo, la cantante aparece interpretando la canción mientras baila sobre una plataforma circular rodeada de una multitud de personas. La escenografía incluía una bola de discoteca giratoria suspendida sobre ella y un tobogán como parte del fondo del escenario.
En cuanto a su vestuario, Alaska lucía una chaqueta plateada combinada con una minifalda del mismo color, así como una cinta ancha que sostenía su característica coleta de rastas. Completaba el conjunto con un body y pantis verdes, además de unas botas altas. Este atuendo era representativo del estilo que solía llevar en sus presentaciones en directo durante esa época.

### Video musical de Fangoria
El vídeo musical de la versión de «¿A quién le importa?» realizada por Fangoria fue grabado en 2011 en el Benidorm Palace, emblemático recinto donde posteriormente se promocionaron varias canciones del álbum y se realizaron grabaciones para el siguiente trabajo discográfico del grupo, Operación Vodevil.
El videoclip comienza con un grupo de bailarines vestidos con trajes llamativos y extravagantes, ejecutando una coreografía durante la introducción musical. Poco después aparece Alaska, acompañada por bailarinas con vestimenta similar, quienes posan mientras la cantante interpreta la canción. Con el inicio del playback, se incorpora Nacho Canut, tocando un teclado electrónico.
A lo largo del vídeo, Alaska luce distintos atuendos utilizados durante la gira Operación Vodevil, entre ellos un traje colorido de látex y otro de color negro con transparencias.

## Posicionamiento en listas

### Semanales
| País   | Lista | Mejor posición |
| 1986   | 1986  | 1986           |
| ------ | ----- | -------------- |
| España | AFYVE | 1              |

## Versión de Thalía
En 2002 fue versionada por la cantante mexicana Thalía, para ser incluida en su álbum Thalía.

### Listado de canciones
- Versión álbum - 3:58
- Versión Radio edit - 4:02

### Video musical
El vídeo musical para la canción fue dirigido por Jeb Brien y rodado en Manhattan, Nueva York, en la "sartén" buque. En este vídeo, Thalía muestra un aspecto punk y realiza su canción en un club gay. Miri Ben-Ari, quien toca el violín en la canción, también aparece un momento en este vídeo. El vídeo fue emitido en otoño de 2002.

### Posiciones
Posiciones semanales
| Lista (2003)                       | Mejor Posición |
| ---------------------------------- | -------------- |
| Estados Unidos (Hot Latin Songs)   | 9              |
| Estados Unidos (Latin Pop Airplay) | 6              |

## Otras versiones
- Rosa López publicó su versión en marzo de 2020 - 3:44
- Camila Sodi publicó su versión en febrero de 2020 para promocionar la telenovela Rubí - 3:25
- Lalo Brito publicó su versión en agosto de 2024 como parte de la banda sonora de la serie de Disney+ El rey de los machos - 3:39 [6]